# Chu Noãn vương
Chu Noãn Vương (chữ Hán: 周赧王; trị vì: 335 TCN - 256 TCN), tên thật là Cơ Diên (姬延), là vị vua thứ 37 của nhà Chu trong lịch sử Trung Quốc.

## Thân thế
Ông là con trai của Chu Thận Tịnh Vương – vua thứ 36 nhà Chu.

## Đất Chu chia hai
Từ khi Chu Khảo Vương (440-426 TCN) phong cho em ở đất Hà Nam để làm chức Chu công phụ chính triều đình, người em trở thành Hà Nam Hoàn công, mở đầu cho chi thứ ở phía đông nhà Đông Chu. Sang thời Chu Noãn Vương, đất nhà Chu nhỏ bé cũng xảy ra tranh chấp, cuối cùng chia làm hai nửa: Đông Chu và Tây Chu.
Chu Noãn vương ở nhờ đất của Tây Chu công, chỉ còn là Chu vương trên danh nghĩa ngay chính trên đất đai nhà Chu nhỏ bé còn lại, vì thực quyền hai nửa thuộc về Tây Chu công và Đông Chu công.

## Giữa cuộc chiến Thất hùng
Đất nhà Chu nhỏ bé nằm giữa các nước Tần, Hàn và Sở, luôn chịu tác động trong cuộc chiến giữa các quốc gia này.
Năm 309 TCN, Tần Vũ Vương đánh Nghi Dương của nước Hàn. Nhà Chu sợ thế nước Tần hùng mạnh, phải giúp cho chiến dịch này của Tần. Nước Hàn cầu cứu nước Sở. Sở Hoài Vương mang quân cứu Hàn, lại muốn đánh cả Chu vì Chu ủng hộ Tần. Biện sĩ Tô Đại bèn đi thuyết phục vua Sở thôi ý định đánh Chu.
Sau đó Tây Chu và Đông Chu lại xô xát, giao chiến với nhau. Hàn Tương Ai Vương định giúp Tây Chu. Có vị thuyết khách (Sử ký không ghi rõ tên họ) đi thuyết phục Hàn vương án binh, nên chiến tranh Đông – Tây Chu kết thúc bất phân thắng bại.
Nước Sở bao vây thành Ung của nước Hàn. Hàn Tương Ai Vương xin Đông Chu trợ giúp binh khí và lương thực để đánh Sở. Đông Chu Công lo lắng, lại cầu cứu Tô Đại. Tô Đại bèn đi thuyết phục tướng quốc nước Hàn là Hàn Công Thúc không nên đòi binh khí và lương thực của Đông Chu; đồng thời Tô Đại còn thuyết phục nước Hàn nên tặng đất Cao Đô cho Đông Chu, "để nước Tần giận Chu mà không thân Chu nữa". Hàn công Thúc nghe theo, bèn cắt Cao Đô cho Đông Chu, hy vọng kéo được Chu về phía mình, làm giảm được vây cánh của nước Tần.
Năm 273 TCN, nước Tần đánh nước Ngụy, chiếm đất Hoa Dương. Mưu thần nhà Chu là Mã Phạm mưu làm lợi cho nhà Chu, bèn sang Ngụy nói với Ngụy An Ly Vương rằng vua Chu tuổi cao sắp qua đời, nếu Ngụy trợ giúp binh cho nhà Chu thì ông hứa dâng chín đỉnh cho nước Ngụy. Ngụy An Ly Vương nghe theo, cấp một đội quân cho Mã Phạm để phòng thủ cho nhà Chu.
Mã Phạm lại đến nước Tần xui Tần Chiêu Tương Vương thử đánh Chu xem Ngụy có cứu không. Vua Tần sai tướng đánh Đông Chu. Mã Phạm trở lại nói với Ngụy An Ly vương rằng:
Việc Ngụy đưa quân vào Chu khiến thiên hạ ngờ vực Ngụy muốn đánh Chu chứ không phải muốn cứu Chu. Chi bằng giúp nhà Chu xây thành phòng thủ để cứu Chu, khi nào vua Chu bớt bệnh sẽ thuyết phục lại việc cho Ngụy chín đỉnh.
Ngụy An Ly vương nghe theo, bèn sai quân đi đắp thành cho nhà Chu. Thành trì nhà Chu củng cố. Nước Tần thấy Ngụy cứu Chu, bèn thôi không đánh Chu nữa.
Năm 270 TCN, Chu Noãn vương phải sang nước Tần triều kiến Tần Chiêu Tương vương.
Năm 257 TCN, các nước Hàn, Triệu và Ngụy liên hợp chống Tần. Chu Noãn vương sai tướng quốc đi sứ nước Tần nhưng bị vua Tần khinh thị phải trở về.
Năm 256 TCN, nước Tần đánh chiếm Dương Thành và Phụ Thư nước Hàn, áp sát biên cương nhà Chu. Chu Noãn vương lo lắng, bèn ước hợp tung với chư hầu chống Tần, dẫn quân ra cửa Y Khuyết ngăn trở khiến quân Tần không thể thông đường đến Dương Thành được. Tần Chiêu Tương vương nổi giận, bèn sai tướng quân Cưu đi đánh Tây Chu. Chu Noãn vương không chống nổi, bị quân Tần bắt về nước Tần.
Toàn bộ 36 ấp và 3 vạn dân của Tây Chu thuộc về nước Tần. Tần Chiêu Tương vương chiếm lấy chín đỉnh của nhà Chu, đày Tây Chu Công ra đất Đãn Hồ rồi tha cho Chu Noãn vương trở về đất Chu, nhưng không lâu sau thì ông qua đời.
Chu Noãn vương ở ngôi tất cả 58 năm, là vua ở ngôi lâu nhất nhà Chu. Dân nhà Chu chạy sang phía đông với Đông Chu quân.
Có ý kiến cho rằng sau khi Chu Noãn vương bị bắt thì nhà Chu kết thúc, nhưng có ý kiến khác lại cho rằng vẫn còn Đông Chu quân nên nhà Chu vẫn còn.